# 卡加寺
卡加寺，位于西藏自治区拉萨市墨竹工卡县扎西岗乡扎西岗村，是一座藏传佛教寺院。

## 简介
卡加寺位于西藏自治区拉萨市墨竹工卡县扎西岗乡扎西岗村，地处自然村卡加村附近，为藏传佛教寺院。
2013年，“西藏自治区创先争优强基惠民活动驻墨竹工卡县扎西岗村工作队”（拉萨市工商局派驻）以“送温暖、促和谐”为主题，帮扶慰问扎西岗村贫困群众、卡加寺及曲贡寺僧尼。

## 延伸阅读
- 麾托菜鸟的西藏古道骑行，中国摩托迷网，2009-11-23[永久]